# Luboš Hušek
Luboš Hušek est un footballeur international tchèque né le 26 janvier 1984 à Jablonec nad Nisou.

## Carrière
- 2002-2006 : FK Jablonec 97  République tchèque
- 2006-2012 : Sparta Prague  République tchèque
- 2013-2014 : Slovan Liberec  Tchéquie
- 2014- : FK Senica  Slovaquie